# Municipio de Columbia (condado de Wapello)
El municipio de Columbia (en inglés: Columbia Township) es un municipio ubicado en el condado de Wapello en el estado estadounidense de Iowa. En el año 2010 tenía una población de 1060 habitantes y una densidad poblacional de 13,3 personas por km².

## Geografía
El municipio de Columbia se encuentra ubicado en las coordenadas 41°7′26″N 92°34′35″O / 41.12389, -92.57639. Según la Oficina del Censo de los Estados Unidos, el municipio tiene una superficie total de 79.7 km², de la cual 78,28 km² corresponden a tierra firme y (1,77 %) 1,41 km² es agua.

## Demografía
Según el censo de 2010, había 1060 personas residiendo en el municipio de Columbia. La densidad de población era de 13,3 hab./km². De los 1060 habitantes, el municipio de Columbia estaba compuesto por el 95,85 % blancos, el 0,19 % eran afroamericanos, el 0,09 % eran amerindios, el 0,09 % eran asiáticos, el 1,51 % eran de otras razas y el 2,26 % eran de una mezcla de razas. Del total de la población el 2,55 % eran hispanos o latinos de cualquier raza.